# 阿部新二
阿部 新二（あべ しんじ）は、山形県出身の日本の柔道家。階級は65kg級。

## 経歴
加茂水産高校3年の時にインターハイの軽量級決勝で宇土高校の林田祐司を破って優勝した。新人体重別では3位だった。
日本大学1年の時には全日本学生選手権の軽量級で3位となった。2年の時には全日本学生選手権の軽量級で2位にとどまったものの、新人体重別の65kg級では東海大学の原口謙一を破って優勝した。3年の時には講道館杯の65kg級で3位となった。全日本学生選手権ではまたも2位だったが、リオデジャネイロで開催された世界学生では決勝で韓国の選手を破って優勝を飾った。ハンガリー国際とチェコ国際でも優勝した。4年の時には講道館杯と体重別でそれぞれ3位に入った。
引退後は東京学館浦安高校の柔道部総監督に就任して、後にプロレスラーとなる森嶋猛などの指導にあたった。

## 戦績
- 1975年 -　インターハイ　軽量級　優勝
- 1975年 -　新人体重別　軽量級　3位
- 1976年 -　全日本学生選手権　軽量級　3位
- 1977年 -　全日本学生選手権　軽量級　2位
- 1977年 -　新人体重別　優勝

65kg級での戦績
- 1978年 -　講道館杯　3位
- 1978年 -　全日本学生選手権　2位
- 1978年 -　世界学生　優勝
- 1979年 -　ハンガリー国際　優勝
- 1979年 -　チェコ国際　優勝
- 1979年 -　講道館杯　3位
- 1979年 -　体重別　3位

(出典、JudoInside.com)。